# Sparkasse Mittelfranken-Süd
Die Sparkasse Mittelfranken-Süd ist ein öffentlich-rechtliches Kreditinstitut mit Sitz in Roth in Bayern.

## Organisationsstruktur
Die Sparkasse Mittelfranken-Süd ist eine Anstalt des öffentlichen Rechts. Rechtsgrundlagen sind das Sparkassengesetz, die bayerische Sparkassenordnung und die durch den Träger der Sparkasse erlassene Satzung. Organe der Sparkasse sind der Vorstand und der Verwaltungsrat.

## Geschäftsausrichtung
Die Sparkasse Mittelfranken-Süd betreibt als Sparkasse das Universalbankgeschäft. Die Sparkasse Mittelfranken-Süd wies im Geschäftsjahr 2023 eine Bilanzsumme von 4,505 Mrd. Euro aus und verfügte über Kundeneinlagen von 3,653 Mrd. Euro. Gemäß der Sparkassenrangliste 2023 liegt sie nach Bilanzsumme auf Rang 108. Sie unterhält 35 Filialen/Selbstbedienungsstandorte und beschäftigt 610 Mitarbeiter. Das Geschäftsgebiet erstreckt sich auf den Landkreis Roth, die kreisfreie Stadt Schwabach und den Altkreis Weißenburg. In Roth, Schwabach und Weißenburg werden sogenannte Hauptgeschäftsstellen unterhalten. 

## Sparkassen-Finanzgruppe
Die Sparkasse Mittelfranken-Süd ist Teil der Sparkassen-Finanzgruppe. Sie vertreibt daher z. B. Bausparverträge der LBS, offene Investmentfonds der Deka und vermittelt Versicherungen der Versicherungskammer Bayern. Die Funktion der Sparkassenzentralbank nimmt die Bayerische Landesbank wahr.